# Класа конјугације
Класа конјугације елемента а у теорији група подразумева скуп свих елемената те групе који су конјуговани са елементом а, односно скуп свих елемената b за које постоји неки елемент g из групе тако да важи . За елементе а и b који припадају истој класи конјугације каже се да су међусобно конјуговани.
Група свих класа конјугација разлаже групу на класе еквиваленције.